# Divisione civile minore
Per divisione civile minore (in inglese, minor civil division, MCD), secondo la definizione data dallo United States Census Bureau, si intende la primaria divisione governativa o amministrativa di una contea statunitense (o di un suo equivalente). 
Questo vuol dire che in realtà si ha una grande varietà di forme giuridiche che, a seconda di ogni stato, sono definibili come MCD: barrio, barrio-pueblo, borough, charter township, commissioner district, election district, election precinct, gore, grant, location, magisterial district, parish governing authority district, plantation, purchase, reservation, supervisor's district, town e township. 
Va poi detto che, al di là delle differenti designazioni, e delle differenti funzioni, il riconoscimento degli MCD riguarda solo 29 Stati federati cui si deve aggiungere il Distretto di Columbia che non avendo suddivisioni di sorta è considerato un unico MCD. Alcuni di questi Stati sono: Arkansas, Carolina del Nord, Connecticut, Dakota del Nord, Dakota del Sud, Illinois, Indiana, Iowa, Kansas, Louisiana, Maine, Maryland, Massachusetts, Michigan, Minnesota, New Hampshire, New Jersey, New York, Ohio, Pennsylvania, Rhode Island, Vermont e Wisconsin.
Le funzioni degli MCD variano da quasi inoperative a quelle proprie di effettivi enti amministrativi. Rientrano in quest'ultimo caso i MCD di solo 12 Stati: Connecticut, Maine, Massachusetts, Michigan, Minnesota, Missouri, Nebraska, New Hampshire, New Jersey, New York, Pennsylvania, Rhode Island, Vermont e Wisconsin. In questi stati le Divisioni Civili Minori sono equiparabili ai comuni coincidendo in alcuni casi con questi, mentre in altri assumono il nome di town o township (nel Michigan, nel New England, nello stato di New York, nel New Jersey e nella Pennsylvania). Questa ambivalenza (talvolta sono al di sopra degli incorporated place, talvolta coincidono con questi) è causa di confusione nei rilevamenti statistici nei quali non si specifichi esattamente a cosa si fa riferimento. L'errore può nascere dal fatto di contare due volte uno stesso abitante: una volta come appartenente al proprio centro abitato, un'altra come appartenente all'MCD che ingloba lo stesso.